# Уелс (Невада)
Вижте пояснителната страница за други значения на Уелс.
Уелс (на английски: Wells) е град в окръг Елко, щата Невада, САЩ. Уелс е с население от 1346 жители (2000) и обща площ от 17,8 km². Намира се на 1716 m надморска височина. ЗИП кодът му е 89835, а телефонният му код е 775.